# Kanton Saint-Dié-des-Vosges-1
Der Kanton Saint-Dié-des-Vosges-1 ist seit 2015 ein französischer Wahlkreis in den Arrondissements Épinal und Saint-Dié-des-Vosges für die Wahl des Départementrats im Département Vosges in der Region Grand Est; sein Bureau centralisateur befindet sich in Saint-Dié-des-Vosges.

## Geschichte
Der Kanton entstand bei der Neueinteilung der französischen Kantone im Jahr 2015. Seine Gemeinden kommen aus den ehemaligen Kantonen Rambervillers (5 der 29 Gemeinden), Saint-Dié-des-Vosges-Ouest (alle 5 Gemeinden) und westlichen Stadtteilen der Stadt Saint-Dié-des-Vosges.

## Lage
Der Kanton liegt im Nordosten des Départements.

## Gemeinden
Der Kanton besteht aus elf Gemeinden und Gemeindeteilen mit insgesamt 23.912 Einwohnern (Stand: 1. Januar 2022) auf einer Gesamtfläche von 186,80 km²:
| Gemeinde                      | Einwohner 1. Januar 2022 | Fläche km² | Dichte Einw./km² | Code INSEE | Postleitzahl | Arrondissement       |
| ----------------------------- | ------------------------ | ---------- | ---------------- | ---------- | ------------ | -------------------- |
| Autrey                        | 275                      | 17,42      | 16               | 88021      | 88700        | Épinal               |
| Housseras                     | 489                      | 19,61      | 25               | 88243      | 88700        | Épinal               |
| Jeanménil                     | 1.108                    | 18,24      | 61               | 88251      | 88700        | Épinal               |
| La Bourgonce                  | 862                      | 16,56      | 52               | 88068      | 88470        | Saint-Dié-des-Vosges |
| La Salle                      | 398                      | 4,71       | 85               | 88438      | 88470        | Saint-Dié-des-Vosges |
| La Voivre                     | 656                      | 5,86       | 112              | 88519      | 88470        | Saint-Dié-des-Vosges |
| Rambervillers                 | 5.032                    | 20,64      | 244              | 88367      | 88700        | Épinal               |
| Saint-Dié-des-Vosges          | 11.482                   | 30,76      | 373              | 88413      | 88100        | Saint-Dié-des-Vosges |
| Saint-Gorgon                  | 366                      | 5,77       | 63               | 88417      | 88700        | Épinal               |
| Saint-Michel-sur-Meurthe      | 1.794                    | 15,54      | 115              | 88428      | 88470        | Saint-Dié-des-Vosges |
| Taintrux                      | 1.450                    | 31,69      | 46               | 88463      | 88100        | Saint-Dié-des-Vosges |
| Kanton Saint-Dié-des-Vosges-1 | 23.912                   | 186,80     | 128              | 8813       | –            | –                    |

1. ↑   Nur der westliche Teil der Gemeinde, der Rest gehört zum Kanton Saint-Dié-des-Vosges-2.

## Politik
| Vertreter im conseil général des Départements | Vertreter im conseil général des Départements | Vertreter im conseil général des Départements |
| Amtszeit                                      | Name                                          | Partei                                        |
| --------------------------------------------- | --------------------------------------------- | --------------------------------------------- |
| 2015–2021                                     | Martine Gimmillaro William Mathis             | DVD                                           |
| 2021–                                         | Claude Bourdon William Mathis                 | DVD                                           |